# I Drive Myself Crazy
«Thinking of You (I Drive Myself Crazy)» es el segundo y último sencillo lanzado por 'N Sync de su tercer álbum, The Winter Album.
El sencillo no le fue bien en las listas, vendiendo menos de 150 000 copias. 

## Listado
1. «Thinking Of You (I Drive Myself Crazy)» [Radio Edit] - 4:00
2. «Thinking Of You (I Drive Myself Crazy)» [Crazy Driving Dub Mix] - 4:00
3. «Thinking Of You (I Drive Myself Crazy)» [Riprock And Alex G's Remix] - 3:26
4. «Thinking Of You (I Drive Myself Crazy)» [U.S. Version] - 4:00
5. «Thinking Of You (I Drive Myself Crazy)» [Smooth Haze Remix] - 3:46

## Vídeo musical
El vídeo, dirigido por Tim Story, muestra a los chicos en un asilo. Se ve los tormentos de cada hombre mientras recuerdan a la chica quién lo puso allí. Cada chico de 'N Sync aparece con su propia historia. Chasez ve a una chica quién lo engañó en televisión, en un show parecido a The Jerry Springer. Un recuerdo muestra a Kirkpatrick ignorando a su novia mientras él habla en el teléfono, así que ella se levanta y se va. Lance Bass recuerda una escena dónde está sacando los pétalos a una flor. Su novia se va con él, le arranca unos pétalos a la flor, y luego lo deja. El recuerdo de Timberlake muestra tratando de darle un collar a su chica, pero ella lo regresa, se va y aparece con otro hombre. Joey Fatone está con su novia, cuando otra chica camina por adelante de él y lo besa. Su novia le pega y lo deja. En el asilo, Fatone se continúa golpeándose en el rostro. Las escenas en el asilo se hacen más frenéticas, con sus expresiones normales de sus rostros cambiando a expresiones locas, Chasez ataca la televisión, Bass rompe flores y Fatone corre alrededor en un disfraz de Superman. Al final los chicos son liberados, y las chicas son mostradas yendo al asilo, mientras el grupo va hacia la libertad. El vídeo debutó en TRL, el 1 de abril de 1999.

## Posicionamiento
| Listas (1999)       | Posición |
| ------------------- | -------- |
| Dutch Singles Chart | 15       |